# أدريان بلاو
أدريان بلاو (بالهولندية: Adriaan Blaauw)‏ (و. 1914 – 2010 م) هو عالم فلك، وأستاذ جامعي من مملكة هولندا. ولد في أمستردام. كان عضوًا في الأكاديمية الأمريكية للفنون والعلوم، والأكاديمية الملكية الهولندية للفنون والعلوم.
توفي في خرونينغن، عن عمر يناهز 96 عاماً.

## التعليم
تعلم في جامعة ليدن، وجامعة خرونينغن.

## مناصب وهيئات
أدار جامعة خرونينغن، وجامعة ليدن.

## جوائز
حصل على جوائز منها:
- وسام بروس (1989).